# Rosa 'Charlotte'
'Charlotte' ('AUSpoly' es el nombre de la obtención registrada), es un cultivar de rosa que fue conseguido en Reino Unido en 1994 por el  rosalista británico David Austin.

## Descripción
'Charlotte' es una rosa moderna cultivar del grupo « English Rose Collection ».
El cultivar procede del cruce de Semillas : 'Chaucer' x 'Conrad Ferdinand Meyer' y Polen: 'Graham Thomas'®.
Las formas arbustivas del cultivar tienen porte erguido que alcanza más de 90 a 185 cm de alto con 120 a 150 cm de ancho. Las hojas son de color verde oscuro mate de tamaño medio, follaje coriáceo, con 7 foliolos.
Sus capullos son puntiagudos ovoides. Sus delicadas flores de color amarillo, el sombreado de color naranja. Fragancia moderada. Flor con 100 pétalos. El diámetro medio de 3,25". Rosa de tamaño mediano, muy completa (41 + pétalos), florecen en ramo en pequeños grupos.
Florece de una forma prolífica, floración en oleadas a lo largo de la temporada.

## Origen
El cultivar fue desarrollado en Reino Unido por el prolífico rosalista británico David Austin en 1994. 'Charlotte' es una rosa híbrida con ascendentes parentales de cruce de Semillas : 'Chaucer' x 'Conrad Ferdinand Meyer' y Polen: 'Graham Thomas'®.
La obtención fue registrada bajo el nombre cultivar de 'AUSpoly' por David Austin en 1994 y se le dio el nombre comercial de exhibición 'Charlotte'™.
También se le reconoce por los sinónimos de 'AUSpoly', y 'Elgin Festival'.
- La rosa fue creada antes de 1992 e introducida en el Reino Unido por David Austin Roses Limited (UK) en 1994 como 'Charlotte'.[1]
- La rosa 'Charlotte' fue introducida en la Unión Europea con la patente "European Union - Patent No: 340  on  2 Aug 1996/Application No: 19950475  on  24 Jul 1995/First commercialisation in EU: May 1, 1993./Expiry of protection on June 1, 2018.".[1]
- La rosa 'Charlotte' fue introducida en Estados Unidos con la patente "United States - Patent No: PP 9,008  on  13 Dec 1994/Application No: 08/182,783  on  13 Jan 1994".[1]

## Premios y galardones
- RHS/RNRS Award of Garden Merit 2001.

## Cultivo
Aunque las plantas están generalmente libres de enfermedades, es posible que sufran de punto negro en climas más húmedos o en situaciones donde la circulación de aire es limitada. La rosa 'Charlotte' es susceptible al mildiu.
Se desarrollan mejor a pleno sol. En América del Norte son capaces de ser cultivadas en USDA Hardiness Zones 5b a 10b. La resistencia y la popularidad de la variedad han visto generalizado su uso en cultivos en todo el mundo.
Puede ser utilizado para las flores cortadas, jardín. Vigorosa. En la poda de Primavera es conveniente retirar las cañas viejas y madera muerta o enferma y recortar cañas que se cruzan. En climas más cálidos, recortar las cañas que quedan en alrededor de un tercio. En las zonas más frías, probablemente hay que podar un poco más que eso. Requiere protección contra la congelación de las heladas invernales.

## Obtencionesyvariedadesderivadas
Debido a las características deseables de la rosa 'Charlotte', se ha utilizado como ascendente parental en cruces con otras variedades para la obtención de obtentores de nuevas rosas, así:

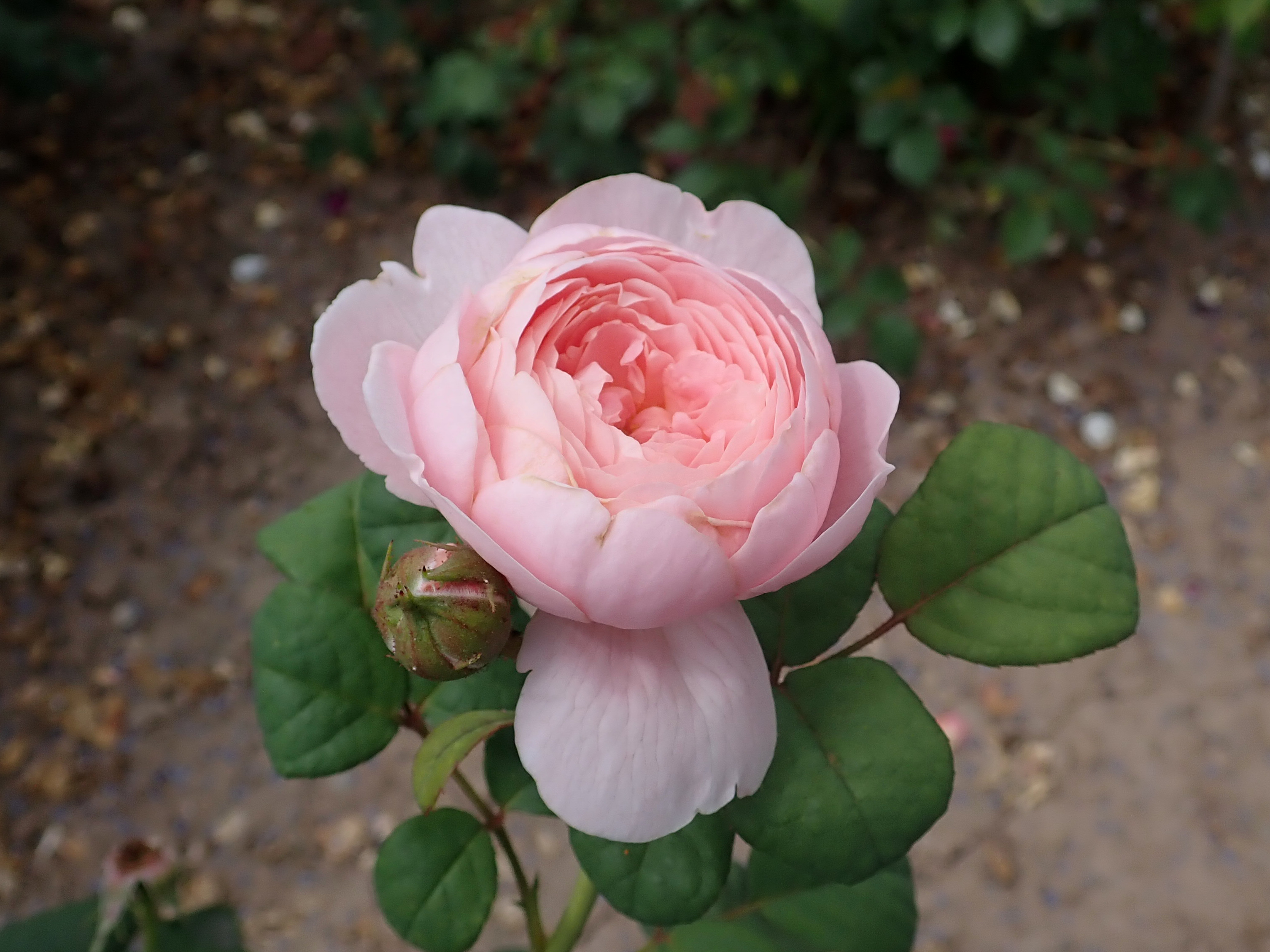
Rosa 'Queen of Sweden', Austin 2004. Obtentor conseguido por el cruce de planta de semillero x 'Charlotte'.